# Động đất Loreto 2021
Động đất Loreto 2021 (tiếng Tây Ban Nha: Terremoto de Loreto de 2021) xảy ra vào lúc 05:52:13 UTC−05:00, ngày 28 tháng 11 năm 2021. Trận động đất có cường độ 7,5 Mww, tâm chấn ở độ sâu khoảng 126 km. Trận động đất đã làm 12 người chết, 136 người bị thương, 1 người mất tích.